# Petr Hodouš
Petr Hodouš (* 19. prosince 2003) je český profesionální fotbalista, který hraje na pozici pravého obránce za český klub FC Slovan Liberec. Je také bývalým českým mládežnickým reprezentantem.

## Klubová kariéra
S fotbalem začal v klubu FC Tempo Praha. Přes pražské Bohemians se dostal až do mládeže pražské Spartě. Ve Spartě prošel různými mládežnickými kategoriemi a v roce 2023 se stal oporou druholigové rezervy. Během tří let odehrál ve sparťanském B-týmu 48 ligových utkání a vstřelil jednu branku.
Na konci ledna 2025 byl vyměněn do prvoligového klubu SK Dynamo České Budějovice, podepsal smlouvu do roku 2027. Na opačnou stranu putoval mladý talentovaný obránce Petr Zíka. Svůj debut v české nejvyšší soutěži si odbyl 1. února 2025, kdy odehrál celé utkání proti Dukle Praha a svým výkonem pomohl k čistému kontu při remíze 0:0. V průběhu jarní části sezony 2024/25 patřil mezi stabilní členy základní sestavy, odehrál 15 ligových utkání, nicméně sestupu do druhé ligy zabránit nedokázal.
Sparta na něj v létě 2025 uplatnila zpětný odkup a následně jej vyměnila do Slovanu Liberce za záložníka Santiago Enemeho.

## Reprezentační kariéra
Hodouš mezi lety 2018 a 2024 nastoupil do 16 utkání v českých mládežnických reprezentacích.